# Совиний Дім
«Совиний Дім» або «Дім Сови» (англ. The Owl House) — американський анімаційний фентезійний телесеріал від Disney Television Animation. Серіал був створений американською аніматоркою Даною Террас. Прем'єра відбулася на Disney Channel 10 січня 2020 року та завершився 8 квітня 2023 року.
Мультсеріал розповідає про дівчину-підлітка американсько-домініканського походження Лус Носеду, яка замість поїздки в літній табір випадково знаходить портал та опиняється на паралельному вимірі під назвою Киплячі Острови, в якому проживають відьми, чаклуни, демони та інші фантастичні істоти. Там вона знайомиться з відьмою-бунтаркою на ім'я Іда Клавторн, яка також досвідчено володіє магією, та її співмешканцем по дому на ім'я Король. Попри природню нездатність людей володіти магією, Лус втім вирішує залишитись на Островах, бажаючи вивчити відьомську магію. Зрештою вона стає ученицею Іди, знаходить забутий спосіб чаклування та привчається до довкілля Островів та їхніх мешканців.
У листопаді 2019 року серіал було поновлено на другий сезон перед прем'єрою серіалу. Другий сезон виходив з 12 червня 2021 року та завершився 28 травня 2022. Перед завершенням другого сезону, в травні 2021 року, серіал був продовжений на третій сезон, який став останнім. Третій суттєво коротший за попередні та складається з трьох спеціальних епізодів, перший з яких вийшов 15 жовтня 2022 року, другий 21 січня 2023 року, і третій вийшов 8 квітня 2023 року. Сама Дана Террас заявляла, що третій сезон був скорочений через те що він «не відповідав стандартам бренду Дісней», та зрештою покинула Дісней після останнього епізоду серіалу.
«Совиний дім» отримав широке визнання критиків і шанувальників за анімацію, гумор, персонажів, озвучення, провідні теми та репрезентацію ЛГБТК+ на відміну від інших медіа від Діснею. Серіал став першою власністю Disney, де фігурує бісексуальна головна героїня, одностатевий поцілунок за участю головних героїв, одностатеві батьки та небінарні персонажі. Серіал також отримав Peabody Awards у 2021 році.

## Сюжет

### Перший сезон
Лус — дівчинка-підліток 14 років, яка замість того, щоб їхати в літній табір, випадково натрапляє на портал до іншого світу. В паралельному світі вона опиняється на Киплячих островах, що є останками мертвого титана. Там вона знайомиться з непокірною відьмою-бунтаркою Ідою Клавторн, або ж Пані Совою, та звірятком, що вважає себе демоном, на ім'я Король, який втратив свою силу. Не маючи магічних здібностей, але прагнучи здійснити свою мрію стати відьмою і не маючи бажання повертатися додому у літній табір, Лус благає Іду взяти її ученицею та оселяється в Совиному Домі.
Згодом виявляється, що Іду переслідує її сестра Ліліт, щоб силоміць приєднати до відьомського ковена. Іда проти цього, бо вступивши до ковена, відьма може чаклувати лише його магію замість будь-якої. Лус знайомиться з учнями магічної школи Гексайд, Віллоу та Ґасом, які стають її друзями. Водночас учениця Еміті Блайт всіляко прагне завадити їхній дружбі, але потім усвідомлює, що просто хоче здаватися кращою, ніж є. Тож поступово вона та Лус стають найкращими подругами.
Лус випадково відкриває забуту форму магії стихій і вчиться чаклувати. Іда бореться з прокляттям, що перетворює її на чудовисько, якщо не пити зілля. Ліліт отримує завдання від імператора Белоса схопити Іду, для чого вона викрадає Лус і зізнається, що в юності прокляла сестру через заздрощі. Проте імператор відмовляється зцілити Іду, тому Ліліт повстає проти нього. Лус рятує засуджених до скам'яніння Іду та Ліліт, які миряться та стають жити разом. Тим часом у світі людей ніхто не помітив зникнення Лус, бо її підмінив двійник.

### Другий сезон
Ліліт розділила з Ідою половину прокляття, тому обидві втратили здатність чаклувати. Вони вчаться магії стихій, віднайденої Лус. Героїня прагне повернутися в людський світ і дізнається, що вона не перша людина на Киплячих островах. У давнину їх відвідав Філіп Віттебейн, і Лус подорожує в минуле, щоб зустрітися з ним, але Філіп у той час ще не знав як повернутися додому. Потім друзі Лус отримують у Гексайді фамільярів другосманів, однак, сама Лус не отримує, бо не може дати відповідь на питання, навіщо їй ставати відьмою. Король шукає правду про своє минуле та дізнається, що він малий титан.
Імператор Белос готується до таємничого «Дня єдності», а юнак Золотий Страж виконує його завдання. Страж спершу стає ворогом Лус, але потім покидає службу в імператора, взявши ім'я Гантер. Іда зустрічає лідера ковену бардів, на ім'я Рейн, у якого була закохана, та імператор зачакловує Рейна, перетворивши на свою маріонетку. З допомогою інших, Лус шукає шлях повернення додому. Лус добуває ключ з кров'ю титана, щоб збудувати портал додому, проте їй вдається опинитися у світі людей лише як зображення в дзеркалі. Лус довідується, що її двійник — це дівчинка-василіск Ві, яка втекла з Киплячих островів. Вона розповідає своїй матері Камілі правду і та обіцяє зустрітися з нею іншим шляхом. Каміла вирішує тим часом піклуватися про Ві.
Незадовго до Дня Єдності імператор викрадає Лус задля отримання крові титана і героїня розуміє, що Белос — це Філіп, який став тираном завдяки її пораді в минулому. Виявляється, Белос має угоду з істотою на ім'я Колектором, і повинен звільнити його, щоб потрапити до світу людей. У День Єдності він чаклує закляття Висушення, що поглинає магію всіх, хто прийняли печатки ковенів. Однак, Белос порушує угоду з Колектором і лишає його ув'язненим. Іда та інші друзі визволяють Лус, яка вирішує врятувати жителів Киплячих островів. Іда дарує їй чарівне дерево, з якого можна створити власного другосмана. Лус ставить на імператора печатку, тож Белос змушений припинити закляття Висушення. Щоб Лус могла повернутися додому, Король звільняє Колектора, який має єдине бажання — гратися, не зважаючи, наскільки його ігри руйнівні. Колектор знищує палац імператора. Лус, Віллоу, Ґас, Еміті та Гантер не хочуть покидати Киплячі острови, що опинилися в іще більшій небезпеці, але Король закидає друзів у портал.

### Третій сезон
Лус із друзями опинилися у світі людей. Вони оселяються в будинку Каміли разом з Ві. Лус відвідує школу, поки жителі Киплячих островів знайомляться з людським життям. Відчуваючи провину за те, що інший світ лишився через неї в небезпеці, Лус сподівається повернутися на Киплячі острови, та зрештою вирішує лишитися вдома. Її друзі дізнаються, де можна знайти кров титана у світі людей. Однак, виявляється, що Белос встиг пройти крізь портал, ставши чудовиськом, яке постійно гниє. Белос зачакловує Гантера, щоб добути кров титана, та створює новий портал. Лус, Віллоу, Ґас, Еміті, Гантер і Каміла вирушають слідом.
Тим часом Колектор перетворив Киплячі острови на яскраве, проте небезпечне місце. Короля він вважає своїм найкращим другом, декого (включно з Ідою) утримує в новоствореному Архіві, а решту перетворює на ляльок. Команда Лус отримує прихисток у Гексайді, що тепер населений виключно підлітками. Вона збирає загін, який телепортується в палац, поки Белос вселяється в ляльку Рейна. Користуючись довірливістю Колекціонера, Белос підмовляє його розшукати Лус і схопити її разом із загоном. Лус опиняється в ілюзіях, де переборює свої страхи та переконує Колектора у своїх добрих намірах. Колектор розповідає, як родичі вигнали його та винищили титанів. Він визнає, що хоче уникнути самотності, тож обертається проти Белоса, який зливається з серцем титана і починає відновлювати його тіло. Лус створює власного другосмана і гине, прикриваючи Колектора від атаки Белоса. Її душа зустрічає душу титана, що воскрешає героїню, давши залишки своє магічної сили. Лус, Іда та Король об'єднують зусилля і Белоса вдається відірвати від серця. Лиходій намагається обманути їх, набувши форми Філіпа, проте гине під киплячим дощем. Колектор повертає жителям Киплячих островів колишній вигляд і покидає світ. Магія стихій зникає, оскільки сили титана більше немає.
Коли Лус виповнюється 18 років, Каміла приводить її до Киплячих островів на честь святкування кінсеаньєри Лус. Від тепер портал між світами тепер діє постійно. Лус збирається вступити до магічного університету, який очолює Іда. Король дорослішає та стає новим джерелом магії стихій. Колектор влаштовує салют у небі, Лус разом з усіма гостями махають руками в небо та прощаються з ним.

## Персонажі

Алекс Гірш — творець мультсеріалу Гравіті Фолс та актор озвучуння Короля та Пугунчика

- Лус Носеда (англ. Luz Noceda, озвучує Сара-Ніколь Роблс[en][29]) — 14-річна дівчина американсько-домініканського походження, яка випадково потрапляє на Киплячі острови через портал та вивчає там магію, знайомлячи з природою та мешканцями островів[30].
- Іделін «Іда» Клоторн (англ. Edalyn «Eda» Clawthorne, озвучує Венді Мелік[29]) — досвічена відьма з прокляттям перетворення на Совиного звіра, яке вона отримання в юності. Вважає себе найсильнішою відьмою на Киплячих островах та є найрозшукуванішою злочиницею. В свої сорок років, вона має грайливий, бунтівний та дещо легковажний характер, але попри це вона турботлива до своїх близьких та друзів, та допомагає Лус у вивченні магію[31].
- Король (англ. King, озвучує Алекс Гірш[30]) — напарник Іди, який проживає з нею разом в одному будинку та називає себе «Королем демонів» та вірить, що колись він правив островами, але втратив свою силу[32]. Був всиновлений Ідою будучи ще дитиною, вісім років до подій першого сезону[33], та з розвитком історії став повноцінним членом її родини.

### Девтерагоністи
- Пугунчик (англ. Hooty, озвучує Алекс Гірш) — демон-хробак та охоронець «Совиного дому», що має совине обличчя. Живе всередині дверей будинку та здатний розтягуватися як хробак. Грайливий та привітливий, і той хто готовий захищати Совиний дім від чужинців.
- Еміті Блайт (англ. Amity Blight, озвучує Мей Вітман[29]) — найкраща учениця школи Гексальду та обдарована дівчина з престижної родини та бажанням бути найкращою себе усіх. Спочатку була вороже та з пишатістю налаштована до Лус та її друзів, однак з кожної взаємодії з нею, вона почала відчувати романтичні почуття до дівчини. Зрештою вони закохались в одне одного та стали парою[34].
- Віллоу Парк (англ. Willow Park, озвучує Таті Габріель[29]) — подруга дитинства Еміті та в колишньому її шкільна суперниця, яка також заводить дружбу з Лус. Вона хоч і є соромязливою та дещо невпевненою у собі через насмішки зі сторони однокурсників, однак готова допомогати своїм друзям у біді, емоційно їх підтримуючи, та розвиватися як особа[35].
- Ґас Портер (англ. Gus Porter, озвучує Ісаак Раян Браун[en][29]) — оптимістичний юнак, учень школи Гексальду та шкільний друг Лус та Віллоу, який також захоплюється людським виміром та речами звідти. Його повне ім'я — Августус Портер.
- Гантер (англ. Hunter, озвучує Зено Робінсон[en]) — прислуга Імператора Белоса та його прийомний племінник, відомий як «Золотий страж». Пізніше приєднується до Лус та її друзів після розкриття зловісних планів Імператора.
- Імператор Белос (англ. Emperor Belos, озвучує Метью Ріс[36]) — головний антогоніст мультсеріалу та правитель Киплячих островів, справжнє ім'я якого — Філліп Віттебейн (англ. Philip Wittebane, озвучує Алекс Лотер[37]). Він є виходцем з людського виміру та мисливцем на відьом, який застряг на Киплячих островах, пробувши кільках століть у пошуках створення порталу для повернення в людський вимір.
- Ліліт Клавторн (англ. Lilith Clawthorne, озвучує Сісі Джонс[en]) — старша сестра Іди, що раніше була прислужницею Імператора Белоса та очільницею імперського ковену, виступаючи в ролі другорядної антагоністки. Будучи очільницею імперського ковену, вона ворогувала з молодшою сестрою та прагнула спіймати її, принісши до імператора під приводом зняття з неї прокляття. Пізніше, вона змогла знайти спільну мову та налагодити стосунки зі своєю молодшою сестрою та з рештою персонажів.
- Колектор (англ. The Collector, озвучує Фріда Вольф[en]) — головний антагоніст третього сезону, який постачає в образі дитини зі зображеннями двох фаз Місяця, з необмеженими здібностями та силою. Він має грайливу поведінку, притаману дитині[38][39]. Раніше він співпрацював з Белосом, повіривши, що той звільнить його з в'язниці. Коли Белос зрадив Колектора, він завів дружбу з Королем та пізніше допоміг героям у протистоянні з Белосом.

### Другорядні персонажі
- Рейн Вісперс (англ. Raine Whispers, озвучує Аві Рок) — друг дитинства Іди з навчальних років[40][41]. Він лідер одного з ковенів та керує таємною організацією спротиву для повалення Імператора[42].
- Каліма Носеда (англ. Camila Noceda, озвучує Елізабет Груллон) — мати Лус Носеди, яка стала вдовою після смерті чоловіка. Каміла турботлива та чутлива до своєї доньки та її друзів з Киплячих островів, яких вони прийняла до себе додому для їхнього тимчасового перебування.
- Ві/Номер 5 (англ. Vee/Number 5, озвучує Мікаела Діц[en]) — представниця раси василісків, яких Імператор Белос полонив для дослідження їхніх здібностей поглинати магію та здатності перевтілюватися. Вона втікла та потрапила до людського виміру, перейнявши зовнішність та поведінку Лус та живуючи в будинку з її мамою. Коли Каміла зрештою дізналась про особистість Ві, вона її не зреклась та прийняла до себе в родину для забезпечення кращого життя дівчині.
- Боша (анг. Boscha, озвучує Еден Регіль[en]) — учениця Гексальдської школи магії з третій оком на лобі. Групова подруга Еміті та суперниця Лус з Віллоу. Боша за характером шибайголова, що любить принижувати інших за їхніми магічними силами та соціальним статусом.
- Кікімора (англ. Kikimora, озвучує Мела Лі[en]) — посіпака, секретарка Белоса, наставниця Гантера та другорядна антагоністка серіалу. Кікімора є cебелюбною особою з жагою до підвищення обізнаності та вміння щодо маніпуляцій, і такою що готова проміняти родину на отримання більшої влади.
- Ієронімус Горб (англ. Hieronymus Bump, озвучує Бампер Робінсон[en][29]) — директор школи Гексальду та колишній наставник Іди. Він носить другосмана на своєму обличчі, який замінює йому сліпі очі.
- Одалія Блайт (англ. Odalia Blight, озвучує Рейчел Макфарлен[43]) — мати Еміті Блайт з суворими та консервативними поглядами. Вона є власницею «Блайт Індастріс» з виробництва бридот з бойовими функціями. Своїм вихованням, вона змушувала Еміті виступати кандидаткою в ряди імператорського ковену та позбавлятися тих хто на її думку погано впливав на доньку. Одалія є жінкою з пишатим та егоїстичним характером та бажанням мати якомога більше впливу на свою доньку.
- Аладор Блайт (англ. Alador Blight, озвучує Джим Піррі[en][44]) — чоловік Одалії та батько Еміті Блайт. Він є відчуженим від дітей батьком та часто виконує забаганки своєї впливової дружини. Працює конструктором бридот для «Блайт Індастріс». Після усвідомлення позитивного впливу дружби Лус, Віллоу та Ґаса на Еміті, він почать більше розуміти свою доньки та її бажання бути самостійнішою.
- Еміра «Ем» та Едрік «Ед» Блайт (англ. Emira «Em» and Edric «Ed» Blight, озвучує Еріка Ліндбек[en][45] та Раян О'Фланаган[46]) — старші брати-близнюки Еміті Блайт. Вони хоч і люблять дуркувати та кепкувати зі своєї молодшої сестри, однак вони як і вона також не люблять бути контрольованими зі сторони батьків. Пізніше, вони проявили підтримку Еміті у розвитку її стосунків з Лус.
- Джейкоб Хопкінс (англ. Jacob Hopkins, озвучує Роджер Крег Сміт[en]) — чоловік-конспіролог з людського виміру, який вірить в існування відьом та демонів зі спотвореними поглядами щодо них. Його найголовнішим бажаням є довести існуванням демонів і відьом, отримавши водночас визнанням серед людей.

## Список сезонів
| Сезон | Епізоди | Епізоди | Оригінальний показ | Оригінальний показ |
| Сезон | Епізоди | Епізоди | Перший показ       | Останній показ     |
| ----- | ------- | ------- | ------------------ | ------------------ |
| 1     | 19      | 19      | 10 січня 2020      | 29 серпня 2020     |
| 2     | 21      | 21      | 12 червня 2021     | 28 травня 2022     |
| 3     | 3       | 3       | 15 жовтня 2022     | 8 квітня 2023      |

## Список епізодів

### Перший сезон
| Номер епізоду | Назва українською                 | Оригінальна назва                  | Дата виходу     |
| ------------- | --------------------------------- | ---------------------------------- | --------------- |
| 1             | Брехлива відьма та Наглядач       | A Lying Witch and a Warden         | 10 січня 2020   |
| 2             | Відьми проти чаклунів             | Witches Before Wizards             | 17 січня 2020   |
| 3             | Я був бридотним підлітком         | I Was a Teenage Abomination        | 24 січня 2020   |
| 4             | Зловмисник                        | The Intruder                       | 31 січня 2020   |
| 5             | Ковенський вступ                  | Covention                          | 7 лютого 2020   |
| 6             | Пугунчик на совиних ніжках        | Hooty's Moving Hassle              | 21 лютого 2020  |
| 7             | Загублені в словах                | Lost in Language                   | 28 лютого 2020  |
| 8             | Одного разу в чужому тілі         | Once Upon a Swap                   | 6 березня 2020  |
| 9             | Щось ризикнуло, когось підставили | Something Ventured, Someone Framed | 13 березня 2020 |
| 10            | Втеча другосмана                  | Escape of the Palisman             | 20 березня 2020 |
| 11            | Чуття і нечутливість              | Sense and Insensitivity            | 11 липня 2020   |
| 12            | Пригоди в елементах               | Adventures in the Elements         | 18 липня 2020   |
| 13            | Перший день                       | The First Day                      | 25 липня 2020   |
| 14            | Справді невеликі проблеми         | Really Small Problems              | 1 серпня 2020   |
| 15            | Зрозуміти Вілоу                   | Understanding Willow               | 1 серпня 2020   |
| 16            | Шкільна кромантика                | Enchanting Grom Fright             | 8 серпня 2020   |
| 17            | Флангуй як відьми                 | Wing It Like Witches               | 15 серпня 2020  |
| 18            | Агонія відьми                     | Agony of a Witch                   | 22 серпня 2020  |
| 19            | Молода кров, старі душі           | Young Blood, Old Souls             | 29 серпня 2020  |

### Другий сезон
| Номер епізоду | Назва українською              | Оригінальна назва                      | Дата виходу     |
| ------------- | ------------------------------ | -------------------------------------- | --------------- |
| 1             | На різних хвилях               | Separate Tides                         | 12 червня 2021  |
| 2             | Втеча від вигнання             | Escaping Expulsion                     | 19 червня 2021  |
| 3             | Відгуки минулого               | Echoes of the Past                     | 26 червня 2021  |
| 4             | Усе як у монстрів              | Keeping up A-fear-ances                | 3 липня 2021    |
| 5             | Руїни задзеркалля              | Through the Looking Glass Ruins        | 10 липня 2021   |
| 6             | Вполювати другосмана           | Hunting Palismen                       | 17 липня 2021   |
| 7             | Реквієм Іди                    | Eda's Requiem                          | 24 липня 2021   |
| 8             | Стукіт в двері Пугунчика       | Knock, Knock, Knockin' on Hooty's Door | 31 липня 2021   |
| 9             | Озеро затемнення               | Eclipse Lake                           | 7 серпня 2021   |
| 10            | Вчорашня брехня                | Yesterday's Lie                        | 14 серпня 2021  |
| 11            | БезгЛусдя на параді дня ковену | Follies at the Coven Day Parade        | 19 березня 2022 |
| 12            | Будь-де та будь-коли           | Elsewhere and Elsewhen                 | 26 березня 2022 |
| 13            | Будь-який спорт в бурю         | Any Sport in a Storm                   | 2 квітня 2022   |
| 14            | Звернення                      | Reaching Out                           | 9 квітня 2022   |
| 15            | О так і живемо                 | Them's the Breaks, Kid                 | 16 квітня 2022  |
| 16            | Порожній розум                 | Hollow Mind                            | 23 квітня 2022  |
| 17            | Край світу                     | Edge of the World                      | 30 квітня 2022  |
| 18            | Бігучий в лабіринті            | Labyrinth Runners                      | 7 травня 2022   |
| 19            | Титане, де ж ти є              | O Titan, Where Art Thou                | 14 травня 2022  |
| 20            | Хмари на горизонті             | Clouds on the Horizon                  | 21 травня 2022  |
| 21            | Прилив Короля                  | King's Tide                            | 28 травня 2022  |

### Третій сезон
| Номер епізоду | Назва українською  | Оригінальна назва     | Дата виходу    |
| ------------- | ------------------ | --------------------- | -------------- |
| 1             | Дякуючи їм         | Thanks to Them        | 15 жовтня 2022 |
| 2             | Заради майбутнього | For the Future        | 21 січня 2023  |
| 3             | Сповідання та сни  | Watching and Dreaming | 8 квітня 2023  |

### Мініепізоди
| Номер епізоду | Назва епізоду          | Дата виходу    |
| ------------- | ---------------------- | -------------- |
| 1             | Welcome to Hexside     | 4 квітня 2020  |
| 2             | Eda's Cursed Brush     | 11 квітня 2020 |
| 3             | Paint Scare!           | 18 квітня 2020 |
| 4             | Art Lessons with Luz   | 25 квітня 2020 |
| 5             | Coven Lovin Soap Opera | 2 травня 2020  |

## Український дубляж
- Мультсеріал дубльовано студією «Postmodern» у 2024 році[47][48].
  - Режисерка дубляжу — Людмила Петриченко
  - Перекладачка — Олена Бабенко
  - Звукооператор — Андрій Денисюк
  - Звукорежисери зведення — Максим Корнилюк, Сергій Александров
  - Менеджерки проєкту — Аліна Журба, Наталя Терещак
  - Спеціалістка з адаптації — Ганна Альзоба

### Актори дубляжу
- Єлизавета Мастаєва — Лус Носеда
- Ольга Радчук — Іда Клоторн
- Анастасія Жарнікова — Іда (підліток)
- Роман Молодій — Король
- Олександр Погребняк — Пугунчик, Неварет, Тіблз, Анґмар
- Світлана Шекера — Каміла Носеда, Кікімора, Рейн (підліток)
- Петро Сова — Наглядач Гнів, Перрі Портер
- Олександр Завальський — Адеґаст
- В'ячеслав Дудко — Кентавр, Даріус, Фауст
- Вікторія Бакун — Еміті Блайт
- Марина Локтіонова — Віллоу Парк
- Галина Дубок — Ґас Портер (1 сезон), Ембер
- Володимир Гурін — Ґас Портер (2-3 сезони)
- Михайло Войчук — Директор Горб (до 13 серії), Вчитель бридотознавства, Смокінг, Делл Клоторн
- Михайло Кришталь — Директор Горб (з 13 серії)
- Наталя Ярошенко — Кажа-лева, Розель
- Анна Павленко — Еміра Блайт
- Кирило Татарченко — Едрік Блайт, Мортон
- Дем'ян Шиян — Метт Матоломул
- Людмила Петриченко — Ліліт Клоторн, Катя
- Роман Чорний — Піньєт, Браксас, Джейкоб Хопкінс, Тарак
- Майя Ведернікова — Боша, Маша
- Анастасія Павленко — Ві, Скара
- Андрій Соболєв — Імператор Белос / Філіп Вітебейн
- В'ячеслав Хостікоєв — Золотий Страж / Гантер
- Вікторія Москаленко — Одалія Блайт, Терра
- Андрій Твердак — Аладор Блайт, Білл
- Людмила Суслова — Ґвендолін Клоторн
- Арсен Шавлюк — Ґевін
- Лілія Цвєлікова — Бріа
- Євген Лісничий — Рейн Вісперс
- Людмила Ардельян — Колектор
- Максим Самчик — Скаут Стів
- Роман Солошенко — Тато Титан

## Історія створення

### Передісторія

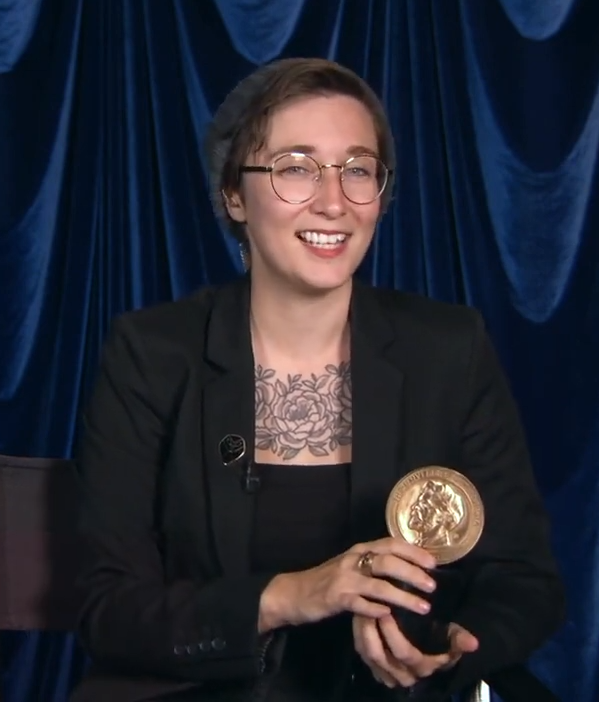
Дата Террас, американська аніматорка та авторка мультсеріалу «Совиний Дім»

Дана Террас розвивала ідею серіалу про дівчину, що вивчає як стати відьмою ще в 2016 році. Працюючи над перезапускою Качиних історій, Террас не відчувала себе «артистично та емоційно наповненою», так що вона почала досліджувати впливи та праці з її років коледжу, врешті-решт заново відкривши роботи таких художників, як Ієронім Босх і Ремедіос Варо, що надихнуло її на створення шоу для Disney, яке має сильні сюрреалістичні візуальні елементи. Террас подавала ідеї для Nickelodeon та Cartoon Network, однак жодна зі студій не погодили її ідеї.
В 2018 році стало відомо, що Дана Террас, в колишньому художниці розкадрування мультсеріалу «Таємниці Гравіті Фолс» та режисерка перезапуску «Качиних історій» 2017 року, створює та виступає виконавчим продюсером анімаційного серіалу під назвою «Совиний дім» для компанії Disney Television Animation. Серіал отримав зелене світло разом з іншим анімаційним серіалом, «Амфібія», в 2018 році зі замовленням на 19 епізодів та був анонсований на 2019, однак пізніше був перенесений на 2020 рік. Пізніше Террас назвала рішення працювати з Disney випадковим, заявивши: «Я думаю, що важливо відзначити, що „Совиний дім“ не був би таким, яким він є, якби був зроблений в іншій студії та навила той факт, що кожен епізод працює протягом 22 хвилин, а не 11, є однією з причин, чому він працював так добре».
Дана Террас стала четвертою жінкою-режисеркою анімаційних серіалів студії Дісней разом з С'ю Роз (Перець Енн), Кріс Ні (Лікар Плюшева) та Дарон Нефсі (Зоряна принцеса проти сил зла).

### Розвиток
Террас сказала, що загальна історія серіалу була натхненна мистецтвом та сюжетами Ієроніма Босха. За словами Дани Террас, найважче рішення при створенні серіалу полягало в тому, щоб реалізувати потенційні елементи. Террас також заявила, що історія серіалу «на 70 відсотків штучна», з творцями, які також черпають натхнення з книг про чаклунство для заклинань і імен персонажів, щоб додати глибину до своєї історії. Франшиза Pokemon також справила суттєвий вплив для серіалу.
Іда стала найпершим персонажем створеного для мультсеріалу. Террас отримала натхнення від жінок, які її виховували «мої тітки, мою Нана та моя мама — усі вони совині пані». Другим персонажем створеним для мультсеріалу став Король, якого авторка описуває як «малого, який хоче були великим», саме з чим вона себе повязує. Останнім головним персонажем для шоу стала Лус Носеда. Для натхнення вона взяла своєї подругу по кімнаті, консультантку та художниці Лус Батісти, яка погодилась надали головній героїні своє ім'я якщо вона буде американсько-домініканського походження. Особистість Лус була створена на основі досвіду авторки зі своєю командою. Її напарник та творець мультсеріалу Таємниці Гравіті Фолс, виступав креативним консультантом.
Моменти з життя Террас був взяті за основу для кількох тем мультсеріалу. Мультсеріал піднімає теми унікальності та відповідальності, що були створенні на основі досвіду Данни Террас зі своєї школи, в якій з неї купкували через її вподобання малювати мертвих твариш на дорозі, водночас коли вона перевелася в іншу сторону, то зустріла таких самих людей як вона з нестандарними вподобаннями. Мультсеріал також піднімає тему наближення до своєї мрії та водночас неспроможності її досягнути, взявши за основу досвід Террас, коли вона казала, що не стане мультиплікатором перш ніж знайшла свій шлях.
В той час як Алекс Гірш переживав за рішення Disney Channel щодо горор-елементів в серіалі, втім Дана Террас обрала добавити горор-елементи для свого шоу, стверджуючи, що «Дісней це повний спектр для емоцій, істот та страшних речей». Авторка заявляла, що Дісней «дав мені більше повноважень, аніж я очікувала». Террас також казала, що продюсери не хотіли на неї тиснути щодо горор елементів, водночас вона намагалась балансувати між комедійними та зворушливими моментами. Вона описала магічні елементи в шоу як «пристрій обрамлення заземлених емоційних історій» в мультсеріалі.
Зрештою мультсеріал мав темніший тон, оскільки Террас хотіла створити телевізійний серіал, що буде націлений на дорослішу аудиторію, де «такі елементи як безтурботність та темрява здатні співіснувати», однак вона все ж мала знизити похмурість тону серіалу під час виробництва першого сезону для знаходження компромісу між своїми ідеями та бажаннями виконавчих продюсерів студії Дісней, недивлячись на це вона залишилась задоволеною остаточною версією свого проєкту. Тон другого сезону був більш ближчим до оригінальних задумів авторки.

### Анімація
Мультсеріал був анімований студіями Rough Draft Studios, Sunmin Image Pictures та Sugarcube Animation. Для створення візуального стилю, авторка надихалась працями Ремедіос Варо, Йона Бауера та Ієроніма Босха, а також російською архітектурою. На момент грудня 2019 року, над шоу працювало 120 чоловік, в тому числі аніматорська група та 50 стажерів в команді пост-продакшену. Спенсер Ван займав посаду керівника створення першого сезону, Кофі Фіагом займала цю саму позицію для другого сезону.
Рікі Комет, в майбутньому арт-директор шоу, вперше почав працювати над мультсеріалу, ще на етапі створення Даною Террас пілотного епізоду. Террас будучи фанаткою та другом Комета почала співпрацю з них, пояснюючи це так: «Я дуже хотіла працювати з кимось, з ким у мене була хороша атмосфера, з кимось, чий стиль я знаю, хто міг виконати такі дивні речі, які я хотіла зробити». Комет почав працю, оскільки був зацікавлений у концепті мультсеріалу та заявляв, що хотів спробувати показати двоїстість між виміром демонів та людей. Він також хотів мати демонів з нестрашною зовнішністю, оскільки вона мали показувати нормальних людей в шоу.
За словами Дани Террас, створення головного образу головної героїні, Лус, було досить непростим, оскільки їй було важко створити образ в якому вона б не виглядала надто старою чи виглядала ніби вона у костюмі. Рікі Комет зрештою створив футболку для Лус як «привітання усім друзям-нердам» і сказав, що було весело створювати демонічні версії звичайних речей. Аніматори при створенні Киплячих островів переробили елементи з реального життя аби показати різницю між Землею та Виміром демонів, наприклад створення фіолетового океану.
19 липня 2019 року, Террас оголосила, що Т. Дж. Гілл буде ствоювати музичні номери для шоу. Для другого сезону, посаду композитора зайняв Бред Брік, який раніше працював над створенням композицій для мультсеріалів Таємниці Ґравіті Фолз та Зоряна принцеса проти сил зла.
В березні 2020 року, Disney Television Animation була зачинена через епідемію COVID-19, тому команда творців змушена була працювати над мультсеріалом дистанційно у себе вдома.

## Анонсування
Тизер-трейлер мультсеріалу вперше був показаний під час Annecy International Animation Film Festival, і наступного дня був викладений на Youtube-канал Disney Сhannel. Початкова тема пісні був продемонстрована на the San Diego Comic-Con в липні того ж року. Тизер-трейлер та завершальні титри був представлені на New York Comic Con 4 жовтня 2019 року.

### Скасування
Перед прем'єрою другого сезону, ЗМІ оголосили про продовження на третій сезон з трьома спецвипусками кожен по 44 хвилини. Кількість поновлених епізодів була значно нижчою порівняно з попередніми двома, а Террас підтвердила, що третій буде заключним сезоном серіалу. На питання про майбутні події в її обліковому записі в соціальній мережі Twitter, вона заявила, що розглядала інші варіанти продовження сюжету шоу. Ці плани включали комікси, обмежені серії, які фокусувались би на передісторії Іди, а також інші можливі спін-офи, хоча було заявлено, що три спецвипуски третього сезону були кінцем головної історії, переконуючи фанатів просити Disney більше контенту на основі серіалу.
У жовтні 2021 року на сесії Reddit AMA, Террас пояснила, що серіал був скорочений не через його рейтинги або пандемію COVID-19, а через те, що керівники The Walt Disney Company вважали, що це не відповідає «бренду Disney». Вона заявила, що це пов'язано з серіалізованим характером та «старшою» аудиторією, а радше з показуванням елементів ЛГБТ+, і сказала, що він не «припускав ніякої недобросовісності» проти керівників студії. Вона також зазначила, що через пандемію скорочувалися бюджети разом з епізодами, додавши, що четвертий сезон їй не дозволяли виступати. Водночас, вона сказала, що вважає, що серіал мав би майбутнє, як би Disney Branded Television керували «інші люди». 10 березня 2023 року вона оголосило, що виробництво на мультсеріал було загорнуто, і що він покинула студію Disney. Останній епізод під назвою «Watching and Dreaming» був випущений 8 квітня 2023 року; того ж дня Террас заявила, що не виключає продовження виробництва серіалу в майбутньому.

## Демонстрація елементів ЛГБТ+
«Совиний дім» отримав чимало позитивних відгуків за показ кількох ЛГБТ персонажів, зокрема романтична лінія між Лус Носедою та Еміті Блайт. Террас хотіла продемонструвати Лус як бісексуалку, і водночас отримала сильну підтримку від виконавчих керівників студії Дісней. Авторка вперше натякнула на романтичні стосунки між Лус та Еміті 7 липня 2020 року, відповідаючи на допис фаната у Twitter зі знімком моменту з шостого епізоду першого сезону, в якому Еміті кладе руки на плечі Лус та дивився їй у вічі. Фанат зауважив, що діям Еміті немає жодного «гетеросексуального пояснення», на що Террас відповіла, що «його точного немає».
2 вересня 2020 року, Дана Террас на у мережі Reddit підтвердила, що Еміті за орієнтацією є лезбійкою, а Лус бісексуалкою. Дві персонажки стали другою ЛГБТ+ парою студії Дісней в анімаційних серіалах після Шерифа Блубса та Заступника Дурланда з мультсеріалу Таємниці Гравіті Фолс, які були однозначно показані як пара. В епізоді під назвою «Зрозуміти Вілоу» показано, що одна з головних героїнь, Вілоу Парк, має двох батьків чоловічої статі.
Епізод Руїни задзеркалля отримав велику кількість уваги серед глядачів завдяки значному розвитку стосунків між Лус та Еміті в епізоді та його кінцівку, в якій Еміті цілує Лус в щоку.
В липні 2021 року в епізоді Реквієм Іди, один з другорядних персонажів серіалу, Рейн Вісперс, став першим небінарним персонажем мульсеріалів Дісней. Актор, що озвучив Рейна, Аві Рок, в реальному житті також є небінарним і трансгендером. Актор заявляв, що персонаж заснований на його власному досвіді, він так само має темний колір шкіри як і Рейн та казав, що для нього честь озвучувати персонажа. Епізод також розкрив тему романтичних стосунків Рейна з Ідою. Наступний епізод Стукіт в двері Пугунчика, розкрив те що вони раніше влаштовували побачення, перш ніж Рейн Вісперс пішов працювати у системі ковенів. Епізод також показує момент, де Луз робить пропозицію Еміті і вони обидва стають парою. Американська організація з прав ЛГБТ спільноти GLAAD похвалила епізод за «чудовий та підбадьорливий посил».
В березні 2022, під час чатового прямого етеру старша сестра Еді, Ліліт, була показана як аромантистка та асексуалка під час зачитання листа акторкою озвучування, Сісі Джонс. Джейд Кінг від видавництва TheGamer зауважила, що Сісі Джонс сказала, що під час етеру написане в лісті про те що Ліліт немає жодних романтичних вподобань було «фактично каноном».
21 травня 2022 року передостанній епізод під назвою «Хмари на горизонті» продемонстрував сцену поцілунку між Лус та Еміті. Вищезгадана Джейд Кінг проаналізувала відносини двох персонажів та похвалила всесвіт мультсеріалу, як такого що дозволяє ЛГБТ-персонажам «пізнавати як кохати одне одного та не бути висміяними», привівши до прикладу схожі підходи в таких мультсеріалах як Стівен Юніверс та Ші-Ра і могутні принцеси.
Проморолик, який вийшов 25 вересня 2022 року, показав Лус у новому костюмі зі значком у колір прапору бісексуалів на шапці. В першому епізоді третього сезону під назвою «Завдяки їм» офіційно показав Лус як бісексуалку. Цей епізод також показав одну з подруг Ві з табору, Машу, як небінарну особу: за її робочим столом стояла табличка з надписом «MASHA (they/them)» (укр. Маша (вони/їх), її нігті також пофарбовані у кольори небінарного прапора. 8 квітня 2023 року, останній епізод «Дивитися та мріяти» розкрив персонажа батька Короля, «Татка Титана», як гендерквіра, оскільки він звертається до себе як «Король та королева водночас».
У фіналі серіалу, Дана Террас розкрила персонажів Гантера та Вілоу, як представників пансексуальністі та бісексуальності.

### Заборони в інших країнах
Мультсеріал був цілком забороненим у Чехії та Угорщині. Дубляжі двох країн вже були завершеними та планувались до випуску в січні 2021 року, однак Дісней скасував прем'єру та відмовився відповідати на запитання глядачів. Причиною заборони стала наявність ЛГБТ-елементів в серіалі, оскільки Disney Channel в цих країнах також цензурував ЛГБТ-персонажів, однак це стало першим випадком коли був заборонений цілий серіал. У січні 2022 року заборонені чеські та угорські дубляжі були нарешті випущені на західних платформах сервісу Disney+. Зрештою, Disney+ офіційно запрацював в Угорщині та Чехії 14 червня того ж року, офіційно випустивши дубляжі в цих країнах.

## Подальший розвиток
В травні 2022 року був анонсований вихід ранобе за мотивами Совиного дому. За словами Дани Террас, ранобе мало розповідати оригінальну історію створену за мотивами вигаданого в мультсеріалі всесвіту Добра відьма Азура. Однак пішніше Террас повідомила, що проєкт був скасований через фінансовані суперечки між видавцем та автором, працюючого над твором.
15 квітня 2023 року на запитання про можливе продовження, Террас відповіла, що буде фокусуватися на нових особистих проєктах, однак вона не виключала такої можливісті у майбутньому. Вона повторила ці настрої в листопаді 2024 року та наголосила, що «не бажає будувати всю свою кар'єру на основі ідеї одного шоу».

## Сприйняття

### Оцінки глядачів
За даними Whip Media, Совиний дім стало восьмим шоу за кількістю переглядів по всіх платформах, базуючись на щотижневому зрості в епізодах під час перегляду певного шоу під час тижня 13 червня 2021 року. За даними стрімінгового агрегатора JustWatch, мультсеріал став шостим телевізійним серіалом за кількістю переглядів на всіх платформах в Сполучених Штатах на тижні з 16 по 20 жовтня 2022 року.

### Оцінки критиків
«Совиний дім» отримав широке визнання. Перші два сезони мультсеріалу отримали 100 % позитивних відгуків на сайті Rotten Tomatoes.
Емілі Ешбі з Common Sense Media описала серіал як «захопливе, інклюзивне та візуально інтригуюче шоу, що частково є казкою, частково графічним романом і частково класичним дитячим серіалом з очевидними та вартими уваги соціальними темами». Друзі Лус у фантастичному світі, яких традиційно уявляють злими, демонструють, що не слід судити за зовнішністю. Водночас у серіалі є кілька складних ситуацій, зокрема той факт, що Лус бреше своїй матері, щоб слідувати своєму захопленню.
Кевін Джонсон з The A.V. Club критично поставився до серіалу, зробивши висновок, що лише Іда є сповна реалізованою героїнею з драматичною передісторією та рішучим характером. Король суто комічний персонаж, а Лус проявляє нерозсудливість, нетерплячість і відсутність мети, в ході чого створює реальні проблеми довколишнім. Спроби обігрувати фентезійні шаблони не отримують розвитку, а цікаві сюжетні повороти лишаються без наслідків.
Микита Тищено на українському сайті Vertigo.com.ua зробив висновок, що «Совиний дім» більше орієнтовано на дорослих, ніж на дітей. У серіалі є багато прикладів боді-горору, чорний гумор і посилання на фільми, яких діти ніколи не бачили. Але стосунки персонажів показано «надзвичайно мило, щиро та природно». Суттєвим недоліком вказувався формат епізодів, кожен з яких сюжетно завершений, а тому «перемагати доводиться навіть тоді, коли ти ще нічого не знаєш і не вмієш».

## Номінації та премії
| Вік  | Нагорода               | Категорія                                         | Номінанти                                      | Результат | Примітки |
| ---- | ---------------------- | ------------------------------------------------- | ---------------------------------------------- | --------- | -------- |
| 2020 | Autostraddle TV Awards | Видатний анімаційний серіал                       | Совиний дім                                    | Номінація | [ 131 ]  |
| 2021 | GLAAD Media Awards     | Видатна дитячо-сімейна телепрограма               | Совиний дім                                    | Номінація | [ 132 ]  |
| 2021 | Премія Енні            | Найкращий дизайн персонажів                       | Маріна Гарднер за серію Young Blood, Old Souls | Номінація | [ 133 ]  |
| 2021 | Премія Пібоді          | Дитячо-юнацька телепрограма                       | Совиний дім                                    | Перемога  | [ 134 ]  |
| 2021 | Денна премія Еммі      | Видатна назва для денної анімаційної телепередачі | Совиний дім                                    | Номінація | [ 135 ]  |
| 2021 | Imagen Awards          | Найкраща акторка озвучування — телебачення        | Сара-Ніколь Роблс                              | Номінація | [ 136 ]  |
| 2021 | Autostraddle TV Awards | Видатний анімаційний серіал                       | Совиний дім                                    | Номінація | [ 137 ]  |
| 2022 | GLAAD Media Awards     | Видатний дитячо-сімейна телепрограма              | Совиний дім                                    | Номінація | [ 138 ]  |
| 2022 | BMI Film & TV Awards   | Премія BMI Кабельне телебачення                   | Т. Дж. Гілл                                    | Перемога  | [ 139 ]  |
| 2022 | Autostraddle TV Awards | Видатний ЛГБТК+ Режисер/Сценарист/Шоуранер        | Дана Террас                                    | Номінація | [ 140 ]  |
| 2022 | Autostraddle TV Awards | Видатний анімаціний телесеріал                    | Совиний дім                                    | Перемога  | [ 140 ]  |
| 2022 | Imagen Awards          | Найкраща акторка озвучування — телебачення        | Сара-Ніколь Роблс                              | Номінація | [ 141 ]  |
| 2022 | Imagen Awards          | Найкраща молодіжна телепрограма                   | Совиний дім                                    | Номінація | [ 141 ]  |
| 2023 | Премія Енні            | Найкраща медіа                                    | King's Tide                                    | Номінація | [ 142 ]  |
| 2023 | GLAAD Media Awards     | Видатна дитячо-сімейна телепрограма — анімація    | Совиний дім                                    | Номінація | [ 132 ]  |
| 2024 | Autostraddle TV Awards | Видатний анімаційний серіал                       | Совиний дім                                    | Номінація | [ 143 ]  |